# Pietrabbondante
Pietrabbondante es una localidad y comune italiana de la provincia de Isernia, región de Molise, con 947 habitantes.

## Evolución demográfica
| Gráfica de evolución demográfica de Pietrabbondante entre 1861 y 2001 |
|                                                                       |
| Fuente ISTAT - elaboración gráfica de Wikipedia                       |